# Октавіо Пікколоміні
Октавіо Пікколоміні (*Ottavio Piccolomini, 11 листопада 1599 —†11 серпня 1656) — імперський військовик італійського походження часів Тридцятирічної війни, генерал-фельдмаршал.

## Життєпис
Походив із впливового та знатного італійського роду Пікколоміні. Син Сільвіо Пікколоміні, генерала, лорд-камергера великого герцога Тосканського, та Віоланти Джеріні. Народився у м. Флоренції. У 1615 році записав до загону іспанських списоносців, що розташовувався в Міланському герцогстві. У 1616 році із загоном тосканців прибув на допомогу Фердинанду II проти чеських повстанців. У 1619 році перебуваючи під командою Генріха Турна брав участь в обороні Відня від чеських повстанців. У 1620 році відзначився у битві на Білій Горі.
У 1621 році увійшов до складу кирасірського полку під орудою Готфріда Паппенгейма, ставши у 1624 році підполковником. У 1625 році воював у Валтеліні (сучасна Швейцарія). У 1626 році у війську Паппенгейма придушував повстання у Верхній Австрії. Того ж року виїхав до Мілану, де став офіцером місцевої залоги.
У 1627 році призначається капітаном особистої гвардії Альбрехта Валленштейна у званні полковника. У 1632 році, командуючи 2 полків, звитяжив у битві під Люценом, де отримав чотири поранення. За свою відвагу того ж року отримав звання генерал-майора, а після звитяги при Штейнау-на-Одері стає генералом кавалерії. У 1633 році командував залогу Кеніггреца, який обороняв від наступ з півночі. Своєю службою він здобув повну довіру Валленштейна, проте зрадив його, зігравши головну роль у вбивстві цього військовика. За цей імператор Фердинанд II нагородив Пікколоміні чином фельдмаршала-лейтенанта і маєтком Наход, що раніше належав Валленштейну, та 100 тис. гульденів.
Після вдалої для імперського війська битви при Нердлінгені у 1634 році Пікколоміні на чолі окремого корпусу попрямував через Вюртемберг до Майну, де з боєм захопив декілька міст. На всьому своєму шляху війська Пікколоміні виробляли страшне спустошення, незважаючи на те, що на його шляху перебували володіння нейтральних князів.
У 1635 році в Іспанських Нідерландах йому вдалося звільнити місто Левен, який був обложений французами і голландцями. У 1636 році брав участь у поході до Франції, де відзначився при захоплені Компьєня. У 1638 отримав титул імперського графа. У 1639 році у битві при Тіонвілі захопив у полон п'ятитисячний загін на чолі з маршалом Фек'єром разом з обозом та гарматами. За це отримав звання імператорського радника і титул герцога Амальфі. Того ж року зумів змусити шведські війська залишити Богемію. Слідом за цим зайняв місто Гекстер та рушив до Моравії проти шведського генерала Леннарта Торстенсона.
У 1640—1643 роках бився в Богемії проти шведського військовика Юхана Банера. У 1642 році він зазнав поразки у Другій битві при Брейтенфельді. У 1643 році перейшов на службу іспанського короля Філіпа IV. Останній зробив Пікколоміні кавалером ордена Золото руна. У 1644 році на чолі іспанських військ рушив проти Республіки Об'єднаних провінцій.
У 1648 році повернувся на службу до імператора Священної Римської імперії та був призначений головнокомандувачем імперськими військами в чині генерал-фельдмаршала. В місті Інн зумів зупинити наступ франко-шведських військ, а потім у битві при Дахау завдав їм поразки. За дорученням імператора Фердинанда III на посаду головного комісара у 1649—1650 роках брав участь в укладенні Вестфальського миру, де виявив дипломатичний хист. За це у 1650 році отримав титул князя Хагенау, 114566 гульденів, стає членом імперського рейхстагу. Помер після нещасного випадку (впав з коня) у 1656 році у Відні. Титули та маєтки відійшли до небіжа Еніо Сільвіо Пікколоміні.